# Périplo de Pseudo-Cílax

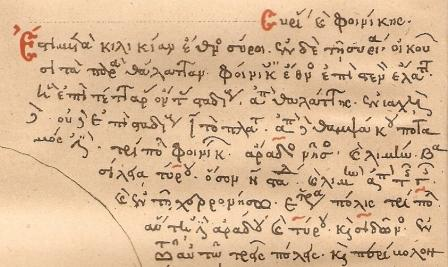

O Périplo de Pseudo-Cílax (também dito Pseudo-Cílace) é uma obra em grego antigo, datada no final do século IV a.C. ou princípios do século III a.C., que descreve um périplo com instruções de navegação marítima ao redor do mar Mediterrâneo, incluindo o mar Negro e as costas da África, para além das Colunas de Hércules.
O título original da obra é Περίπλους τῆς θαλάσσης τῆς οἰκουμένης Εὐρώπης καἰ 'Ασίας καἰ Λιβύης (transl. Períplous tēs oíkouménēs Eýrópēs kaí Asías kaí Libýēs, literalmente Circum-navegação pelas terras habitadas da Europa, da Ásia e da Líbia).

## Autor
Cílax de Carianda é mencionado como o autor no primeiro parágrafo introdutório,  no qual é incluída uma apelação para a autoridade que representa este grande navegante grego ao serviço dos persas, famoso pela sua exploração das costas do Oceano Índico, do rio Indo ao golfo Pérsico.
Porém, a opinião comum e geral atribui a obra a um recompilador anônimo, daí o de Pseudo-Cílax, que seria um geógrafo sob o reinado de Filipe II da Macedônia, pai de Alexandre o Grande. Outros autores consideram que este recompilador se baseou em outra obra anterior e original de Cílax, eventualmente atualizada à data de recompilação.

### O texto
Forma um conjunto unitário e coerente, a modo de manual náutico que apresenta a circum-navegação , no sentido dos ponteiros de relógio, do mar Mediterrâneo da parte ibera das Colunas de Hércules, até ao mar Negro e volta pela costa  da Ásia Menor e do Norte da África, chegando de novo às Colunas de Hércules e lá, seguindo pela costa ocidental da África. Este último trecho tem claramente as suas fontes num périplo anterior, o Périplo de Hanão. O texto informa sobre as cidades costeiras, portos, desembocaduras de rios, cabos e outros acidentes geográficos, os lugares onde aprovisionar-se de água doce, além do número de jornadas de navegação, que informam sobre a navegação costeira, além das atividades comerciais que se realizam entre alguns povos ribeirinhos.
Os dois primeiros parágrafos da obra relatam as costas de Ibéria, com referências a Gadir e Emporion; o terceiro e quarto, as costas da atual Provença e Ligúria. No quinto chega até Roma, e o sexto e sétimo descreve a Córsega e Sardenha, com as suas distâncias (em jornadas de viagem) entre si e com a península Italiana e a África. Assim até o parágrafo 69, no qual resume a navegação pelas costas da Europa até a terra dos Sármatas, com o limite com  a Ásia no rio Tánais, no Ponto Euxino. O Pseudo-Cílax assinala que os maiores rios da Europa são o Tánais, o Danúbio e o Ródano.
Os parágrafos 70 a 106 descrevem as costas da Ásia: desde as terras das Amazonas lindantes com os Sármatas, passando por Cólquida (parágrafo 81), Paflagônia (90), Bitínia (92), Mísia, Frígia, Tróade, Eólia, Lesbos (97), Lídia, Cária, Lícia, Panfília, Cilícia (102), Chipre, Síria e Fenícia (104), Arábia (pela Palestina) e o Egito (106), até a boca mais ocidental do rio Nilo, a fronteira com a Cirenaica, já na África.
Os parágrafos 107 a 111 descrevem o norte da África, com Cartago e o lado africano das Colunas de Hércules, enquanto o 112 informa da terra de mais para lá, deixando a "Líbia a bombordo", até 12 dias de viagem. O autor assinala que, mais para lá, o mar não é navegável, e que os povoadores dessa terra, os Etíopes, comerciam com os Fenícios regularmente, e que habitam essa terra daí até o Egito.
O penúltimo parágrafo (113) indica as distâncias entre as ilhas do Egeu em dois itinerários muito concorridos da Europa para a Ásia: um interior, desde Cálcis em Eubeia até Mícala, frente de Samos passando por Andros, Tinos, Míconos e Icária; e outro exterior, desde o cabo Maleia no Peloponeso até a costa asiática frente de Rodes, passando por Cítera, Anticítera, Creta e Cárpatos.
O 113 e último parágrafo é uma classificação das vinte ilhas maiores do mar Mediterrâneo. Curiosamente, não informa das ilhas Baleares).

## Publicações modernas
O "Périplo de Pseudo-Cílax" foi conservado num manuscrito do chamado Códice P. (Parisinus 443), e foi publicado pela primeira vez, com outras obras de geógrafos gregos menores, em 1600, em Augsburgo, por Hoeschel. Vossius publicou-o em Amesterdão, em 1639; depois foi publicado por Hudson na sua recompilação Geographi Graeci Minores. Em Paris, publicou-se em 1826 por Gail, e em Berlim o foi em 1831 por R.H. Klausen. Entre 1855 e 1861 por Karl Müller. Em espanhol foi publicado na obra Relatos de viajes en la literatura griega antígua, Ed. Alianza Editorial, Madrid 1996.